# Phyllachora duplex
Phyllachora duplex är en svampart som beskrevs av Rehm 1909. Phyllachora duplex ingår i släktet Phyllachora och familjen Phyllachoraceae.   Inga underarter finns listade i Catalogue of Life.